# مولیش ۱۰۲۵۱
سیارک ۱۰۲۵۱ (به انگلیسی: 10251 Mulisch، نامگذاری:3089T-1) ده هزار و دویست و پنجاه و یکمین سیارک کشف شده‌است که در ۲۶ مارس ۱۹۷۱ کشف شد.
قدر مطلق سیارک برابر ۱۲٫۹ است.